# 沃茲利亞科韋
51°12′42″N 28°18′11″E / 51.21167°N 28.30306°E
沃茲利亞科韋（烏克蘭語：Возлякове），是烏克蘭北部的村莊，隸屬日托米爾州的科羅斯滕區。該村始建於1905年，海拔高度約198米，2001年該村落人口22。